# 民族抵抗旅
民族抵抗旅（阿拉伯语：‎） ，又称奥马尔·卡西姆烈士力量，是解放巴勒斯坦民主陣線旗下的一個武裝组织，該组织主要在加沙地带活动并經常對以色列發動游击战。 

## 歷史
该组织成立于1969年，最初称为红星旅；阿克萨群众起义期间，改名为民族抵抗旅。2007年10月，该组织与阿克薩烈士旅等巴勒斯坦其他武裝派别签署协议。